# Torreornis inexpectata
El cabrerito de la ciénaga o chingolo de la ciénaga (Torreornis inexpectata) es una especie de ave paseriforme de la familia Passerellidae, endémica de Cuba. Es la única especie de su género. 

## Nombres
En latín Torreornis significa “ave de Torre (por Carlos de la Torre)”,  inexpectata significa “inesperada”, sigmani es “dedicado a Sigman” y varonai “dedicado a Varona”. En inglés se la denomina Zapata sparrow.

## Distribución
Torreornis inexpectata fue colectada por primera vez en 1926 por Fermín Zanón Cervera al norte de Santo Tomás, en la Ciénaga de Zapata. En 1959 fue hallada en Baitiquirí, Guantánamo y en 1976 se la halló también en Cayo Coco de la provincia de Ciego de Ávila. Cada una de las tres áreas tiene su subespecie diferenciada y el hábitat es igualmente diferente en ellas. Pastizales de hierba cortadera inundados parte del año en la primera, matorral seco espinoso en la segunda y bosque seco o semiseco costero y matorrales en la tercera.

## Subespecies
Se reconocen las siguientes:
- T. inexpectata inexpectata, Ciénaga de Zapata, Matanzas
- T. inexpectata sigmani, Baitiquirí, Guantánamo
- T. inexpectata varonai, Cayo Coco, Ciego de Ávila

## Descripción
Mide cerca de 17 cm de largo. Por el dorso es gris oliváceo, con rayas oscuras. El vértice de la cabeza es color castaño. La garganta es blanca. El pico es gris oscuro y de junto a él parten rayas negras a modo de bigotes bajo el ojo. El ojo es negro y por delante de él tiene una mancha blanca. El pecho y el resto de las partes inferiores son de color amarillo claro. Alas pequeñas gris-oliváceas. Los juveniles son más opacos. El cabrerito de la ciénaga es confiado y vuela poco aunque fuerte para sus alas. Se agrupan en pequeñas bandas. 
En Zapata, se alimentan de huevos de moluscos y lagartijas en temporada húmeda, en tiempo seco consume semillas e invertebrados. En Cayo Coco prefieren los insectos, semillas y frutos en el suelo o sobre bromeliáceas. Los de Guantánamo comen además frutos de cactus.

## Nido
Anida de abril a junio. Su nido es en forma cuenco, a baja altura sobre montículos, escondido entre hierba cortadera (ciperácea). La puesta es de dos huevos que son blancos verduzcos con manchas pardas.

## Ave amenazada
Torreornis inexpectata tiene categoría de amenaza de vulnerable. Sus tres subespecies son muy escasas, con muy pequeñas áreas de distribución.